# Ференц Контра
Ференц Контра (угор. Kontra Ferenc; 1954, Будапешт, Угорщина) — угорський дипломат. Надзвичайний і Повноважний Посол Угорщини в Україні.

## Біографія
Народився в 1954 у Будапешті.
У 1977 закінчив Київський державний університет ім. Т.Шевченка, факультет міжнародних відносин.
З 1977 по 1978 — проходив військову службу.
З 1980 по 1985 — консул, прес-аташе посольства Угорщини в Ірані.
З 1985 по 1989 — співробітник Територіального департаменту МЗС Угорщини.
З 1989 по 1990 — працював у Намібії в складі ЮНТАГ.
З 1990 по 1992 — співробітник Територіального департаменту МЗС Угорщини.
З 1992 по 1997 — заступник директора Територіального департаменту МЗС Угорщини, за сумісництвом заступник посла у Греції.
З 1997 по 1998 — очолював Секретаріат політичного державного секретаря МЗС Угорщини.
З 1998 по 2000 — заступник директора, директор Територіального департаменту МЗС Угорщини.
З 2001 по 2002 — Надзвичайний і Повноважний Посол Угорщини в Україні.
З 2002 по 2005 — Надзвичайний і Повноважний Посол Угорщини в Росії, за сумісництвом в Білорусі, Вірменії та Узбекистані.
З 2005 по 2008 — очолював в МЗС Угорщини політику у відносинах з Білорусю та Молдовою.
З 2008 по 2012 — Надзвичайний і Повноважний Посол Угорщини в Білорусі.